# Protictitherium
Protictitherium – wymarły rodzaj ssaka drapieżnego z rodziny hienowatych (Hyaenidae). 

## Charakterystyka
Jest to prymitywny rodzaj hien podobnych do cywet, wliczając w to najwcześniejszy gatunek hien znany jako, Protictitherium gaillardi, zamieszkiwał Europę. Było zwierzęciem z pazurami wysuwanymi i chowanymi, które prawdopodobnie służyły do wspinania się na drzewa gdzie zwierzę zapewne spędzało większości czasu, polując owady i małe zwierzęta. Pomimo że jeden z pierwszych i najbardziej prymitywnych rodzajów hien pojawił się, odniósł krótki sukces ewolucyjny, pojawiając się około 15 milionów lat temu i przeżywając do 4-5 milionów lat temu.

## Etymologia
Protictitherium: gr. πρωτο- prōto „pierwszy, przed”; rodzaj Ictitherium Wagner, 1838.

## Podział systematyczny
Do rodzaju należały następujące gatunki:
- Protictitherium aegaeum Kaya, Geraads & Tuna, 2005
- Protictitherium cingulatum Schmidt-Kittler, 1976
- Protictitherium crassum (Depéret, 1892)
- Protictitherium gaillardi (Forsyth Major, 1903)
- Protictitherium intermedium Schmidt-Kittler, 1976
- Protictitherium llopisi Crusafont i Pairó & Petter, 1969
- Protictitherium punicum Kurtén, 1976
- Protictitherium thessalonikense Koufos, 2012